# Ocozocoautla de Espinosa
Ocozocoautla de Espinosa là một đô thị thuộc bang Chiapas, México. Năm 2005, dân số của đô thị này là 72426 người.